# Стюарт, Джеймс, 4-й граф Морей
Джеймс Стюарт, 4-й граф Морей (англ. James Stewart, 4nd Earl of Moray; ок. 1611 — 4 марта 1653) — шотландский дворянин и землевладелец.

## Биография
Родился около 1611 года. Старший сын Джеймса Стюарта, 3-го графа Морея (1581—1638), и леди Энн Гордон (1590—1640), дочери Джорджа Гордона, 1-го маркиза Хантли, и Генриетты Стюарт.
В феврале 1637/1638 года Джеймс Стюарта стал членом Тайного совета Шотландии.
6 августа 1638 года после смерти своего отца Джеймс Стюарт унаследовал титулы 4-го графа Морея (Пэрство Шотландии), 4-го лорда Абернети (Пэрство Шотландии), 4-го лорда Дуна (Пэрство Шотландии), 4-го лорда Стратдерна (Пэрство Шотландии) и 2-го лорда Сент-Колме (Пэрство Шотландии).
18 октября 1627 года Джеймс Стюарт женился по контракту на леди Маргарет Хьюм (? — 1683), дочери Александра Хьюма, 1-го графа Хьюма (ок. 1566—1619), и Мэри Дадли. У пары было восемь детей:
- Джеймс Стюарт, лорд Дун (до 1634 — до 1653), был женат на Кэтрин Толлмаш[1].
- Александр Стюарт, 5-й граф Морей (8 мая 1634 — 1 ноября 1701), второй сын и преемник отца. Был женат на Эмилии Бальфур (? — 1683)
- Достопочтенный Фрэнсис Стюарт из Кулелло, Файф
- Достопочтенный Арчибальд Стюарт (28 февраля 1642/1643 — февраль 1688), губернатор замка Стерлинг, женился в 1669 году на Анне Хендерсон, дочери сэра Джона Хендерсона, 5-го Форделла, и его жены Маргарет Ментейт
- Леди Маргарет Стюарт (? — январь 1667), вышла замуж в 1654 году за сэра Александра Сазерленда, 1-го лорда Даффуса (ок. 1621—1674)
- Леди Генриетта Стюарт, вышла замуж в 1662 году за сэра Хью Кэмпбелла из Колдера (или из Кодора)
- Леди Энн Стюарт (1650—1719), вышла замуж в 1666 году за Дэвида Росса из Балнагоуэна
- Леди Мэри Стюарт (1628 — май 1668), вышла замуж в 1650 году за Арчибальда Кэмпбелла, 9-го графа Аргайла (1628—1685)

Граф и графиня отремонтировали свой дом в Донибристеле, наняв английских мастеров, включая художников Эдварда Артура и Джорджа Кроуфорда. Они установили фонтан с бронзовой фигурой Меркурия. Графиня жила вдовой до 1683 года, она содержала Moray House в Эдинбурге и его сады, а также сажала леса в Донибристеле.